# انواع تشبیه
آرایه‌های ادبی یا به تعبیر قدما صناعات ادبی یکی از موضوعات مهم در زبان و ادبیات فارسی‌ست که همواره از نگاه اساتید و مخاطبان شعر و ادب فارسی درخور توجه بوده‌است.
یکی از مهم‌ترین آرایه‌های ادبی «تشبیه» نام دارد.

## تعریف تشبیه
اگر یک چیز را به چیز دیگری در صفتی مانند کنند، تشبیه نام دارد.
ارکان تشبیه عبارت‌است از: مُشَبَّه، مُشَبَّه به، وجه شبه، ادات تشبیه
انواع تشبیه از نگاه جلال الدین همایی
- حسیّ و غیرحسّی
- وهمی و خیالی
- مطلق
- مشروط یا مقید
- جمع و مفرد
- تسویه
- ملفوف
- مفروق

- فنون بلاغت و صناعات ادبی؛ جلال الدین همایی؛ نشر هما؛ چاپ ۱۳۷